# هرناندو (فلوریدا)
هرناندو (به انگلیسی: Hernando) یک منطقهٔ مسکونی در ایالات متحده آمریکا است که در شهرستان سیتروس، فلوریدا واقع شده‌است. هرناندو ۹۲٫۱ کیلومتر مربع مساحت و ۹٬۰۵۴ نفر جمعیت دارد و ۱۷ متر بالاتر از سطح دریا قرار دارد.